# Parametriocnemus valescurensis
Parametriocnemus valescurensis är en tvåvingeart som beskrevs av Moubayed och Langton 1999. Parametriocnemus valescurensis ingår i släktet Parametriocnemus och familjen fjädermyggor.
Artens utbredningsområde är Frankrike. Inga underarter finns listade i Catalogue of Life.